# Sommacampagna
Sommacampagna es un municipio de 12.995 habitantes de la provincia de Verona.

## Custoza
Custoza es una fracción geográfica del municipio de Sommacampagna donde ocurrieron dos célebres batallas durante la unificación de Italia:
- La Batalla de Custoza del 23 al 25 de julio de 1848: enfrentándose el ejército Piemontés y el Austríaco durante la Primera Guerra de la Independencia Italiana;
- La Batalla de Custoza el 24 de junio de 1866: enfrentándose el ejército italiano y el Austríaco durante la Tercera Guerra de la Independencia Italiana.

## Evolución demográfica
| Gráfica de evolución demográfica de Sommacampagna entre 1861 y 2001 |
|                                                                     |
| Fuente ISTAT - elaboración gráfica de Wikipedia                     |